# Laura Christensen
Laura Elisabeth Christensen (født 26. januar 1984 på Østerbro i København, Danmark) er en dansk skuespillerinde, og datter af historiker Peter Christensen. Hun debuterede som barneskuespiller i filmen Min fynske barndom og fik sin første hovedrolle i Tøsepiger. 
Hun er dog bedst kendt for sine roller i tv-serierne Riget (som den fejlopererede Mona), Strisser på Samsø og især TAXA. 
Hun er medstifter af teatergruppen N.i.p.s. (Nye impulser på scenen) sammen med Neel Rønholt og Julie Ølgaard, og har for N.i.p.s. bl.a. medvirket i forestillingerne Core, Extremities og EMTI. Herudover har hun bl.a. medvirket i Helvede på Teatret ved Sorte Hest og Bucuresti på teatret Svalegangen.
Laura Christensen blev i 2007 gift med skuespiller og manuskriptforfatter Thomas Levin og sammen har de en søn født maj 2010 og en datter født juni 2017.
Hun medvirker i Medinas musikvideo til sangen Kl. 10.
Sammen med Julie Ølgaard og Neel Rønholt har hun NIPSkanalen på YouTube. De tre skuespillere optrådte ved Zulu Comedy Galla i 2018.

## Filmografi

### Spillefilm
| År   | Titel               | Rolle               | Noter |
| ---- | ------------------- | ------------------- | ----- |
| 1994 | Min fynske barndom  | Lille pige          |       |
| 1996 | Tøsepiger           | Christina           |       |
| 2001 | Min søsters børn    | Veninde             |       |
| 2003 | Midsommer           | Trine               |       |
| 2003 | Manden bag døren    | Svends toilet-flirt |       |
| 2004 | Lad de små børn     | Malene              |       |
| 2004 | Kongekabale         | Pernille Riis       |       |
| 2005 | Bag det stille ydre | Jane                |       |
| 2005 | Nynne               | Fionas veninde      |       |
| 2006 | Råzone              | Christina           |       |
| 2008 | Dig og mig          | Sara                |       |
| 2008 | Kandidaten          | Louise              |       |
| 2009 | Oldboys             | Jeanne              |       |
| 2011 | Dirch               | Hanne Passer        |       |
| 2013 | Alle for to         | Fiona               |       |
| 2013 | MGP missionen       | Lærke               |       |

### Tv-serier
- Riget, afsnit 1-4 (1994) – Mona
- Riget II afsnit 1-4 (1997) – Mona
- Strisser på Samsø, afsnit 1 og 4 (1998) – Maj
- Taxa, afsnit 2-5, 7, 11-13, 13-22, 24, 28-29, 35-45, 47, 49, 54-56 (1997 – 1999) – Fie Nielsen
- Langt fra Las Vegas, afsnit 2 (2001) – Trille
- Forbrydelsen, afsnit 1-8 (2007) – Lisa
- Sommer, afsnit 3 og 9 (2008) – Diana
- A-klassen (2012)
- Dicte  afsnit 9-10 (2016) - Maj
- Backstage (2015-16)- Laura
- Efterforskningen - Politiassistent Maibritt Porse (2020)
- Huset (2023) - Sille